# Union Oyster House
L’Union Oyster House, qui a ouvert ses portes en 1826 à Boston, est le plus ancien restaurant en exploitation ininterrompue des États-Unis. Le bâtiment qui l'abrite, construit en partie entre 1716 et 1717, se trouve sur Union Street et est inscrit, depuis le 27 mai 2003, à l'inventaire du National Historic Landmark,. 

## Bâtiment
Son bâtiment principal est construit entre 1716 et 1717, les deux maisons adjacentes datant de 1851 et 1916, font aujourd'hui partie du restaurant. La bâtisse originale de style Georgien colonial comporte trois niveaux et demi. Sa façade est percée de cinq fenêtres au premier et second niveau, qui sont surmontés d'un toit mansardé. Sa façade n'est pas droite, mais suit l'angle formé par l'intersection de Marshall Street et Union Street. 
L'intérieur du bâtiment est relativement bien conservé. Le bar à huîtres en pierre ollaire et l’agencement de la salle sont les derniers exemples connus aux États-Unis. Le bar à huîtres est un comptoir en chêne semi-circulaire couvert par un plateau en pierre ollaire muni d'un écoulement. La pierre a été recouverte par une feuille de cuivre, vraisemblablement pour des raisons d'hygiène, dans les années 1940. Neuf tabourets en bois avec un pied en fonte sont fixés au sol autour du bar.

## Histoire
Avant de devenir un « temple » de la gastronomie bostonienne, il est tout d'abord une demeure privée puis est occupé par un importateur de soie et marchand de vêtements, nommé Hopestill Capen. En 1771, l'éditeur Isaiah Thomas, installé au deuxième étage, y publie son journal, le Massachusetts Spy (en). Pendant la guerre d'indépendance, l'immeuble est le quartier général d'Ebenezer Hancock, frère de John Hancock, trésorier de l'Armée continentale. En 1796, un appartement au second étage devient la demeure d'un professeur de français Louis-Philippe d'Orléans, futur Roi des Français,. Le restaurant, nommé à l'origine « Atwood's Oyster House », du nom de son propriétaire Hawes Atwood, ouvre le 3 août 1826,. Le représentant, futur sénateur et Secrétaire d'État Daniel Webster y mange dès lors fréquemment. En 1842, le restaurant change de nom, il devient « Atwood & Hawes » puis à la fin du XIXe siècle « Atwood & Bacon ».

### Cure-dent
Charles Forster, né en 1826 dans le Massachusetts, travaille dans l'affaire d'import-export de sa famille. Lors de séjours au Brésil, il a remarqué que les habitants utilisent fréquemment un objet quasi inconnu alors aux États-Unis, le cure-dent.  Ceux-ci sont fabriqués manuellement par des religieuses dans du bois d'oranger. Forster pense alors qu'une machine pourrait les fabriquer, à un prix sans doute inférieur et qu'il pourrait les exporter en Amérique-du-Sud. N'étant pas ingénieur lui-même, il confie la réalisation du projet à Benjamin Franklin Sturtevant, un inventeur de Boston. Forster est bientôt en mesure de produire des cure-dents, mais il doit développer le marché américain alors inexistant. Il a l'idée d'engager des étudiants de Harvard pour en faire la promotion. Ceux-ci vont manger à ses frais dans les restaurants les plus populaires de la ville, comme l'Union Oyster House, et en fin de repas réclament, plus ou moins bruyamment des cure-dents. Forster passe ensuite dans le restaurant pour en proposer. C'est ainsi que l'Union Oyster House devient le premier restaurant des États-Unis à offrir le fameux instrument à ses clients.

### DuXXesiècleà nos jours
Dans les années 1900, l'Union Oyster House est le premier restaurant américain à offrir un emploi de serveur à une femme, Rose Carey. La famille Atwood vend l'établissement à la famille Fitzgerald en 1913. Le restaurant prend le nom actuel de « Union Oyster House » en 1916. La salle à manger du second étage est ouverte en 1933. Les frères Greaves rachètent le restaurant en 1940. La famille Kennedy est une habituée des lieux dans la seconde moitié du XXe siècle, une plaque commémorative marque la table que John Fitzgerald Kennedy aimait à occuper au premier étage. Joseph Milano acquiert le restaurant en 1970 et c'est sa famille qui en poursuit aujourd'hui l'exploitation.